# Discosura
Discosura é um género de beija-flor da família Trochilidae.
Este género contém as seguintes espécies:
- colibri-espinhoso-verde, rabo-de-espinho-verde - Discosura conversii (Bourcier e Mulsant, 1846)
- colibri-espinhoso-de-peito-preto, rabo-de-espinho-de-barriga-preta, rabo-de-espinho, beija-flor-rabo-de-espinho - Discosura langsdorffi (Temminck, 1821)
- colibri-espinhoso-acobreado, rabo-de-espinho-bronzeado - Discosura letitiae (Bourcier e Mulsant, 1852)
- colibri-de-bandeirinhas, bandeirinha, beija-flor-bandeirinha, pavãozinho - Discosura longicaudus (Gmelin, 1788)
- colibri-de-filamentos, rabo-de-espinho-antenado - Discosura popelairii (Du Bus de Gisignies, 1846)